# Frustration Ridge (Admiralitätsberge)
Der Frustration Ridge (englisch für Frustrationsgrat) ist ein 14 km langer Gebirgskamm im ostantarktischen Viktorialand. In den Admiralitätsbergen bildet erstreckt er sich vom Mount Adam in nordwestlicher Richtung.
Ein neuseeländisches Vermessungsteam benannte ihn 1982 nach der Frustration, welche die Wissenschaftler des Teams nach zahlreichen Verzögerungen infolge technischer Probleme empfunden hatten.